# Picumne de Lafresnaye
Picumnus lafresnayi
Espèce
Statut de conservation UICN

 LC  : Préoccupation mineure
Le Picumne de Lafresnaye, Picumnus lafresnayi, est une espèce d'oiseaux de la famille des Picidae (sous-famille des Picumninae), dont l'aire de répartition s'étend sur la Colombie, l'Équateur, le Pérou et le Brésil.
Son nom scientifique et son nom normalisé français commémorent l'ornithologue français Frédéric de Lafresnaye (1783-18), qui a décrit cinq autres espèces du genre Picumnus.

## Liste des sous-espèces
- Picumnus lafresnayi lafresnayi Malherbe, 1862
- Picumnus lafresnayi punctifrons Taczanowski, 1886
- Picumnus lafresnayi pusillus Pinto, 1936
- Picumnus lafresnayi taczanowskii Domaniewski, 1925